# Gregorio N. Chaves
Gregorio Nicolás Chaves (Los Sarmientos, 9 de mayo de 1855 - Buenos Aires, 6 de septiembre de 1905), eminente médico argentino, considerado una autoridad mundial en su especialidad.

## Biografía
Era hijo de Crisólogo Cháves y Felisa Andueza.
Tras estudiar en el Colegio Nacional ingresó a la Facultad de Medicina de la Universidad de Buenos Aires, donde se graduó de médico en 1885 con una tesis sobre la cirrosis.
Durante la revolución de 1880 adhirió al movimiento e integró el Cuerpo de Auxiliares Médicos, encabezado por los doctores Julián María Fernández, José María Ramos Mejía, Félix R. Burgos, Enrique Battilana, junto a los estudiantes Pedro Orestes Luro, Pedro Lagleyze, Pedro Benedit y Nicasio Etchepareborda.
Fue practicante en el internado del Hospital de Clínicas y poco después de recibirse fue llamado a la jefatura de la Clínica Médica de Uballes, sustituyó temporalmente en la cátedra al profesor Juan Bautista Gil, en 1889 obtuvo por concurso la cátedra como profesor suplente de esa materia y en 1891, al retirarse Gil, se convirtió en titular de la cátedra de clínica médica hasta su muerte.
En 1899 fue incorporado como miembro de la Academia de Medicina, regida por Enrique del Arca.
Falleció en la Ciudad de Buenos Aires el 6 de septiembre de 1905.
Gregorio Chávez dictó conferencias en el mundo entero, publicó numerosos trabajos científicos y adquirió renombre mundial en su especialidad, al punto de figurar un busto suyo entre otros 14 en el Kremlin, en reconocimiento a sus contribuciones a la medicina mundial. Se dijo de él que: "Hijo de la provincia de La Rioja, conquistó su fama y su posición científica, mediante asiduo trabajo y contracción sin ejemplo al estudio de los problemas del conocimiento, consiguiendo dominarlos por completo y convertirse en providencia de los enfermos".